# Direitos transgênero no Brasil
Direitos Transgênero no Brasil são uma série de direitos fundamentais para a população trans, como o reconhecimento legal da identidade de gênero  e o acesso a serviços essenciais de saúde.
Desde 2018, pessoas trans têm o direito de retificar nome e gênero em seus documentos sem a necessidade de cirurgia de redesignação sexual ou laudos médicos, permitindo que o processo seja feito diretamente em cartórios. Essa medida foi assegurada pelo Supremo Tribunal Federal na ADI 4275/DF, reflete uma mudança no reconhecimento da dignidade e da autonomia de pessoas trans no país.

## Reconhecimento de gênero

Leis sobre identidade de gênero-expressão por país ou território
Mudança de identidade legal sem exigência de cirurgia
Mudança de identidade legal com exigência de cirurgia
Nenhuma mudança de identidade legal
Desconhecido/Ambíguo

Em 1993, foi realizado o primeiro encontro nacional brasileiro entre pessoas trans. Este encontro ficou conhecido como Encontro Nacional de Travestis e Liberados. Em 1995, as reuniões nacionais de gays e lésbicas contavam com a participação de grupos ativistas transgêneros. Depois, em 1996, foi realizado o Encontro Nacional de Travestis e Liberados que Lutam Contra a Aids.
O Brasil participou da elaboração da Declaração sobre Direitos Humanos, Orientação Sexual e Identidade de Gênero. Este documento foi apresentado em dezembro de 2008. O Brasil ajudou a organizar o lançamento dos Princípios de Yogyakarta em 2007.
Alterar a atribuição de gênero é legal de acordo com o Superior Tribunal de Justiça, conforme declarado em decisão proferida em 17 de outubro de 2009. Por unanimidade, a 3.ª Turma do Superior Tribunal de Justiça aprovou permitir a opção de mudança de nome e gênero na certidão de nascimento de pessoa trans que tenha sido submetido a cirurgia de redesignação sexual. O entendimento dos ministros era de que não fazia sentido permitir que as pessoas fizessem tais cirurgias no sistema de saúde federal gratuito e não permitir que mudassem de nome e sexo no registro civil. Os ministros acompanharam o voto da relatora, Nancy Andrighi, que argumentou: "Se o Estado consente com a possibilidade de realizar a cirurgia, logo deve prover os meios necessários para que o indivíduo tenha vida digna como se apresenta perante sociedade". Na opinião do relator, impedir a mudança de registro de uma pessoa transgênero que passou por cirurgia de redesignação sexual poderia constituir uma nova forma de preconceito social e causar mais instabilidade psicológica. Ela explicou:
"A questão é delicada. Quando se iniciou a obrigatoriedade do registro civil, a distinção em dois sexos era feita pela genitália. Hoje são outros fatores que influenciam e essa identificação não pode mais ser limitada ao sexo aparente. Há um conjunto de fatores sociais, psicológicos que devem ser considerados. Vetar essa troca seria insustentável colocando em posição de angustias incertezas de mais conflitos para a pessoa."
Segundo o Ministro João Otávio de Noronha do Superior Tribunal de Justiça, as pessoas trans devem ter sua integração social assegurada com respeito à sua dignidade, autonomia, intimidade e privacidade, que deve, portanto, incorporar seu registro civil.
O Supremo Tribunal Federal decidiu, em 1.º de março de 2018, que a pessoa trans tem o direito de alterar seu nome oficial e sexo sem necessidade de cirurgia ou avaliação profissional, apenas mediante autodeclaração de sua identidade psicossocial. No dia 29 de junho, a Corregedoria Nacional de Justiça, órgão do Conselho Nacional de Justiça, publicou as regras a serem seguidas pelos cartórios sobre o tema.
Em 2020, foi realizado um estudo para compreender a qualidade de vida de crianças trans brasileiras. 32 participantes estiveram envolvidos no estudo e foram entrevistados ou colocados em grupos focais para reunir a sua perspectiva.

## Adequação de Nome e Gênero para Pessoas Trans no Brasil
No Brasil, pessoas trans têm o direito de adequar seu nome e gênero nos documentos, sem a necessidade de cirurgias ou laudos médicos. Esta medida foi garantida pelo STF em 2018, simplificando o processo para que seja feito diretamente nos cartórios, sem a necessidade de uma ação judicial. De acordo com o Provimento nº 73 do Conselho Nacional de Justiça (CNJ), esse direito visa assegurar que pessoas trans sejam reconhecidas em sua identidade, proporcionando mais segurança e dignidade em situações do cotidiano e minimizando constrangimentos.

### Como Funciona o Processo
Para realizar a adequação de nome e gênero, a pessoa trans pode se dirigir a um cartório de registro civil, onde deve apresentar a certidão de nascimento original, identidade (RG) e CPF. Após a análise, o cartório emite uma nova certidão de nascimento com o nome e gênero atualizados, permitindo a retificação de outros documentos, como a carteira de identidade, o CPF, o título de eleitor e a carteira de trabalho. Esse processo contribui para que pessoas trans sejam reconhecidas em sua identidade e se afastem de constrangimentos e dificuldades cotidianas. Casos emblemáticos, como o de Roberta Close, que enfrentou resistência familiar e discriminação durante sua transição, ilustram a dimensão humana e as dificuldades enfrentadas por quem busca o reconhecimento de sua identidade de gênero.

### Diferenças entre Estados e Questão das Taxas
Embora o procedimento de retificação seja previsto de forma uniforme em todo o Brasil, existem diferenças práticas entre os estados da federação, seja em relação ao tempo de conclusão do processo ou ao custo envolvido. Em algumas localidades, a Defensoria Pública e o Ministério Público promovem mutirões para facilitar o acesso ao direito e auxiliar pessoas trans que não possuem condições financeiras para arcar com as taxas. Um exemplo é o mutirão "Esse é Meu Nome", realizado em Minas Gerais, que promoveu a retificação de documentos de pessoas trans de forma gratuita, reforçando a importância de iniciativas locais que ampliem o acesso a esse direito fundamental. Movimentos sociais também apontam a necessidade de isenção desses custos em todo o país, ressaltando a vulnerabilidade social e econômica de grande parte da população trans. De acordo com o Diagnóstico sobre o Acesso à Retificação de Nome e Gênero da Associação Nacional de Travestis e Transexuais, a cobrança de taxas é um dos principais obstáculos para o acesso pleno a esse direito fundamental.

### Nome Social
Além da retificação documental, as pessoas trans têm o direito de usar o nome social, o nome pelo qual desejam ser chamadas, independentemente de a retificação oficial ter sido concluída. Regulamentado pelo Decreto nº 8.727/2016, esse direito se estende a ambientes públicos, como escolas, universidades, hospitais e demais serviços, facilitando o cotidiano de pessoas trans ao garantir que seu nome social seja respeitado. Esse avanço se alinha aos princípios da campanha internacional "Livres e Iguais", promovida pelo Alto Comissariado das Nações Unidas para os Direitos Humanos, que incentiva governos e sociedades a adotarem medidas que promovam a igualdade e o respeito pela identidade de gênero.

### Decisões Judiciais e Tratados Internacionais
A decisão do STF em 2018 estabeleceu um marco na garantia dos direitos das pessoas trans no Brasil, reconhecendo o direito ao tratamento de acordo com a identidade de gênero, independentemente de laudos ou intervenções cirúrgicas. A Corte Interamericana de Direitos Humanos (CIDH), em sua Opinião Consultiva 24/17, reforça que o reconhecimento da identidade de gênero é um direito humano fundamental e que os Estados devem implementar processos simples e acessíveis para a retificação de documentos, respeitando a dignidade das pessoas trans. Esse posicionamento é respaldado pela campanha "Livres e Iguais", que destaca a necessidade de políticas inclusivas que promovam o respeito à orientação sexual e identidade de gênero, e pela publicação "Livres e Iguais: Orientação Sexual e Identidade de Gênero no Direito Internacional dos Direitos Humanos", que reúne princípios e orientações de proteção aos direitos humanos das pessoas LGBTQIA+.

### Ações Sociais
Ações de mutirões organizados por Defensorias e Ministérios Públicos em estados como Minas Gerais, São Paulo e Rio de Janeiro ilustram o empenho do sistema de justiça em ampliar o acesso ao direito de adequação de nome e gênero para pessoas transgênero no Brasil. A demanda por mais direitos para a população trans e travesti no Brasil segue avançando; atualmente, a campanha “STF Libera Meu Xixi” pauta o direito ao uso de banheiros públicos de acordo com a identidade de gênero, evidenciando lutas ainda em busca de reconhecimento e a urgência de um ambiente mais inclusivo. Esses movimentos e campanhas conectam-se diretamente com as recomendações da campanha "Livres e Iguais", que busca promover os princípios de dignidade e de igualdade descritos na Declaração Universal dos Direitos Humanos, como princípios universais quanto à proteção dos direitos humanos.

### Não binariedade
No passaporte brasileiro, há a identificação de sexo em três categorias: "M", "F" e "X". Para conseguir emitir um passaporte com o sexo "X", é preciso selecionar a opção "não especificado" ao solicitar novo passaporte no site da Divisão do Passaporte da Polícia Federal. A lei reconhece a identidade de gênero, sendo possível retificar os registros, como a certidão de nascimento, alterando nome e sexo, sem a precisar de laudos médicos ou procedimentos cirúrgicos, porém as categorias, a nível nacional, continuam sendo "masculino" e "feminino", havendo propostas legislativas para o reconhecimento do gênero neutro.
Para fins de preenchimento e impressão da Carteira de Identidade, o campo sexo deve seguir a padronização da ICAO, com 1 caractere, M, F ou X (para pessoas não binárias). Desde 11 de janeiro de 2024, os órgãos emissores dos Estados e do Distrito Federal são obrigados a adotar esses padrões de Carteira de Identidade estabelecidos pelo Governo Federal. As informações no campo sexo podem ser autodeterminadas e autodeclaradas pela pessoa ao preencher os dados, nos Institutos de Identificação.
Em 2020, algumas pessoas, isoladamente, conseguiram ter uma opção degenerizada de sexo na certidão de nascimento. Em 2021, outras pessoas conseguem o reconhecimento registral de uma terceira opção de gênero, em certidões de nascimento por decisão da justiça. Um estudo publicado em 2021 pela Nature revelou que 1,19% da população brasileira adulta é não binária.
No início de abril de 2022, em Rio de Janeiro, pessoas conseguem retificar seu gênero para "não binárie", usando neolinguagem. No mesmo mês, a Corregedoria-Geral da Justiça (CGJ) de Rio Grande do Sul assegurou que pessoas não binárias alterem seu prenome e gênero em seu registro de nascimento, de acordo com sua identidade autopercebida, independentemente de autorização judicial, permitindo incluir a expressão "não-binária" no campo de sexo mediante solicitação do interessado a um cartório. Em maio de 2022, a Justiça da Bahia publica provimento que permite a inclusão de gênero "não binário" no registro civil. Paraná, Paraíba, Distrito Federal e Tocantins, em 2023, reconheceram a não binariedade por provimento.
Em outubro de 2023, a Corregedoria Nacional de Justiça (CNJ), a pedido do TJES, emitiu um documento, proferido por Luis Felipe Salomão, impossibilitando a alteração de sexo para "não binárie". O documento cita Luiz Fux, alegando que “(…) Não há terceiro gênero, nem é este o pleito”.
Em novembro de 2023, TJPR revogou o reconhecimento não binário, estabelecendo que o direito à substituição administrativa do prenome e sexo no registro civil não abrange a possibilidade de ampliação dos gêneros, limitados a “masculino” e “feminino”. A CGJ do TJRS, em dezembro de 2023, também revogou o provimento que reconhecia a retificação não binária no estado do Rio Grande do Sul.

## Cirurgia de redesignação de gênero
Em 2008, o sistema público de saúde do Brasil começou a oferecer cirurgias de redesignação sexual gratuitas em cumprimento a uma ordem judicial, o Processo Transexualizador. Os promotores federais argumentaram que a cirurgia de redesignação sexual estava coberta por uma cláusula constitucional que garantia assistência médica como um direito básico.
O Tribunal Regional Federal concordou, afirmando em sua decisão:

"do ponto de vista biomédico, a transexualidade pode ser descrita como uma perturbação da identidade sexual em que os indivíduos necessitam de mudar a sua designação sexual ou enfrentam consequências graves nas suas vidas, incluindo sofrimento intenso, mutilação e suicídio."
Os pacientes devem ter no mínimo 18 anos e ser diagnosticados como transgênero, sem transtorno de personalidade, e devem passar por avaliação psicológica com equipe multidisciplinar há pelo menos dois anos, a partir dos 16 anos. A média nacional é de 100 cirurgias por ano, segundo o Ministério da Saúde do Brasil.

## Discriminação transgênero
Houve cerca de 200 homicídios de indivíduos trans no Brasil em 2017, segundo a Associação Nacional de Travestis e Transexuais. Além disso, o Brasil foi responsável por 40% de todos os assassinatos de indivíduos trans desde 2008, de acordo com a Transgender Europe. Mais recentemente, o número de mulheres trans assassinadas no Brasil aumentou 45% em 2020.
A vereadora de São Paulo Erika Hilton, a primeira mulher trans a ser eleita vereadora, recebeu ameaças de morte e, por isso, teve que mudar seus hábitos por questões de segurança.